# Преподобный Тимоти Лавджой
Преподобный Тимоти Лавджой (англ. Reverend Timothy Lovejoy) — персонаж мультсериала «Симпсоны». Озвучен Гарри Ширером. Создатель сериала Мэтт Грейнинг в одном из интервью упомянул, что Лавджой получил своё имя в честь улицы NW Lovejoy Street в Портленде, штат Орегон, родном городе Грейнинга, которая, в свою очередь, была названа в честь сооснователя Портленда Асы Лавджоя. Внешний вид был списан с лидера культа «Народный Храм» Джима Джонса.

## Личность
Преподобный Тимоти Лавджой — пастор Церкви «Западной ветви реформированного пресвилютеранства», которую посещают большинство жителей Спрингфилда.
В течение всего сериала образ персонажа значительно эволюционировал. В ранних эпизодах Лавджой был терпимее и толерантнее, а в настоящее время он превратился в очень циничного человека, почти антипода фундаментализму Неда Фландерса.
В эпизоде «In Marge We Trust» он рассказал, что когда он только появился в городе, он был энергичным молодым идеалистом, который стремился разжечь огонь веры в сердцах своих прихожан, однако быстро разочаровался в своих идеалах и превратился в циника во многом благодаря Фландерсу, который постоянно докучал Тимоти своими просьбами о совете даже в таких незначительных ситуациях как, например, желание быть ближе со своей женой. Со временем Лавджой стал отделываться от просьб о советах незначительными фразами вроде: «Почитайте Библию», а на вопрос, какой именно стих, он отвечал: «Они там все неплохие». В этом же эпизоде он рассказал об этом Мардж Симпсон так: «Я просто перестал заботиться о своей пастве. К счастью, наступили восьмидесятые, и этого никто не заметил».
При этом Лавджой в совершенстве знает Библию, например, когда Гомер создал свою «религию», Тимоти, пытаясь предостеречь его, рассказал притчу: «Глуп тот человек, который строит свой дом на песке». В ответ Гомер называет случайный номер стиха из Библии, который Лавджой немедленно процитировал по памяти, стих не имел никакого отношения к разговору. На что Гомер, пытаясь сохранить лицо, говорит: «Да… и подумайте над этим».
Несмотря на это, Лавджой не всегда восторгается Библией и порой пренебрежительно отзывается о некоторых её постулатах («А вы действительно когда-нибудь читали эту вещь? Теоретически мы вообще не должны пользоваться ванной»).
В своих проповедях он чередует большие, мрачные фрагменты Ветхого Завета с ужасными рассказами о том, что ждет грешников в Аду. Барту и Гомеру (как, впрочем, и другим прихожанам) особенно трудно сохранять внимание на его проповедях. Когда прихожане начинают засыпать, Лавджой привлекает их внимание нажатием одной из кнопок на своей кафедре, которая вызывает разнообразные громкие звуки, например, крик орла, звук сирены, шум дискотеки или звук падающего дирижабля. Здание церкви — точная копия церкви из фильма «Выпускник».
Его веротерпимость неоднократно была показана в сериале, например в одном из эпизодов он совершает обряд бракосочетания индуистов (хотя, возможно, он считает индуизм одним из направлений христианской религии), также он ведёт совместно с представителями других конфессий религиозную программу на местном радио.
В более поздних эпизодах Лавджой становится менее терпимым, чем в начале. В эпизоде «She of Little Faith» он назвал Лизу, которая сменила конфессию и перешла в буддизм, «дьявольским отродьем Мардж Симпсон». В другом эпизоде он управлял «Горите-книги-мобилем», в котором находились книги, предназначенные для сжигания. Кроме того, преподобный Лавджой крайне скуп, на протяжении многих лет он каждую пятницу берёт Библию в местной библиотеке, а на вопрос библиотекаря «не проще ли было бы просто купить свою» едко отвечает, что при своем жаловании не может себе позволить такие траты.
Тимоти Лавджой неоднократно был замечен в выжимании денег из своей паствы. Также к неподобающему поведению Лавджоя можно отнести драку с католическим священником («The Frying Game»), порчу газона Неда Фландерса путём выгуливания там своей собаки и поджог своей церкви для получения страховки. В серии про появление секты в Спрингфилде («Day of Cult») преподобный разливает бензин по церкви, убедившись, что больше в неё никто не ходит. В том же эпизоде он срывает с себя воротничок и топчет его ногами, поверив, что учение этой секты было истинным. Но, спустя считанные секунды увидев, что это обман, и заметив, что Фландерс всё видел, он быстро надел его назад, постаравшись сделать вид, что ничего не произошло.
В то же время порой сила молитвы преподобного действительно огромна. В 10 серии 14 сезона «Проси, что хочешь» лишь его заступничество спасло Спрингфилд от потопа, который послал Господь за то, что Гомер обманом отсудил у священника церковь и превратил её в притон. Также порой проявляет немалую силу духа. В серии «Мы верим в Мардж» героическими усилиями он спасает Фландерса, когда тот оказывается в вольере с бабуинами. Потом он прочёл проповедь об этом, которую вся его паства слушала, затаив дыхание, и даже Гомер с восхищением сказал: «Вот это религия!»
Крайне нетерпим к секс-меньшинствам и не признаёт принятый мэром Куимби закон об однополых браках, проигнорировав факт, что мог бы брать по 200 долларов с одной гомосексуальной пары. Эту инициативу у него перехватывает Гомер.
У преподобного Лавджоя есть дочь по имени Джессика, которая обожает шалости и очень любит манипулировать людьми. В эпизоде «Bart's Girlfriend» выясняется, что все её выходки происходят от дефицита внимания отца, который уделяет ей мало времени.
Жена Лавджоя Хелен, которая выглядит старше своего мужа, — большая моралистка, которая любит посплетничать.
Также известно, что у Преподобного Тимоти Лавджоя жив отец. Он выглядывает из окна борделя «the Maison Derrière» в конце серии «Bart After Dark».
Лавджой питает слабость к игрушечным железным дорогам и паровозикам.